# 機場旅館駅
機場旅館駅（きじょうりょかんえき）は台湾桃園市大園区にある桃園機場捷運（桃園捷運機場線）の駅。駅番号は(A14a)。悠遊卡・一卡通はじめ各種IC交通カード・電子マネーが利用可。機場第一航廈・機場第二航廈・機場旅館相互駅間での乗車はIC利用時に限り無料。

## 利用可能な鉄道路線
- 桃園捷運
  - 機場線（桃園機場捷運）

## 駅構造
ホームは地下3階に設けられる。島式ホーム1面2線の地下駅。ホームドア設置駅。出口は南側航站南路に1つある。

### 駅階層
| 地階                                 | 出入口                                                     | 出入口                                 |
| 地下二階                             | コンコース階                                               | コンコース                             |
| 地下二階                             | コンコース階                                               | 案内所、自動券売機、自動改札機、トイレ |
| 地下三階                             |                                                            |                                        |
| 1番線                                | ← 機場線 高鉄桃園站・環北方面（大園駅）                    |                                        |
| 島式ホーム、車両左側のドアが開閉する |                                                            |                                        |
| 2番線                                | → 機場線 桃園機場(T2・T1)・台北車站方面（機場第二航廈駅）→ |                                        |

### 駅出口

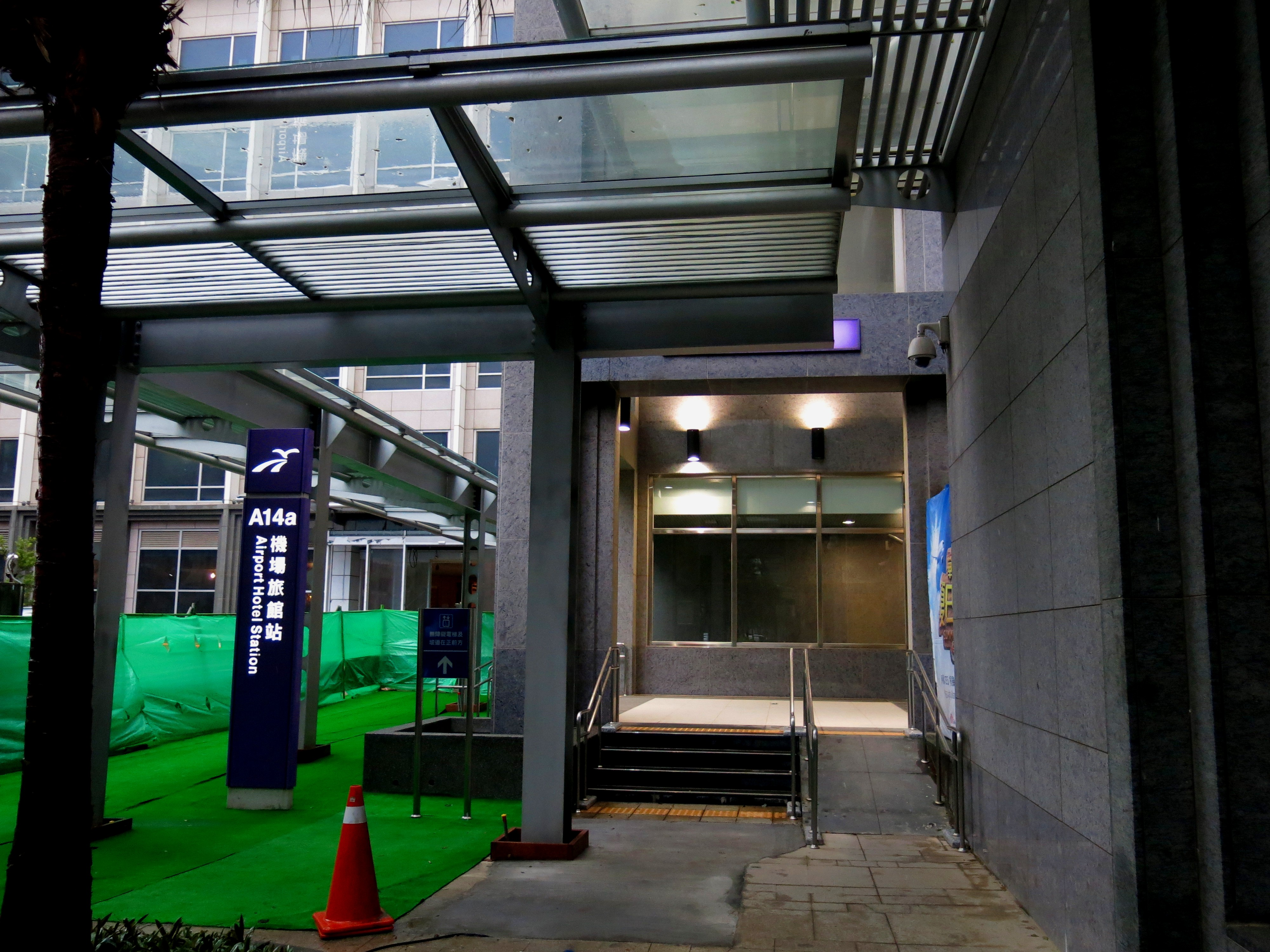
ノボテル横の出入口

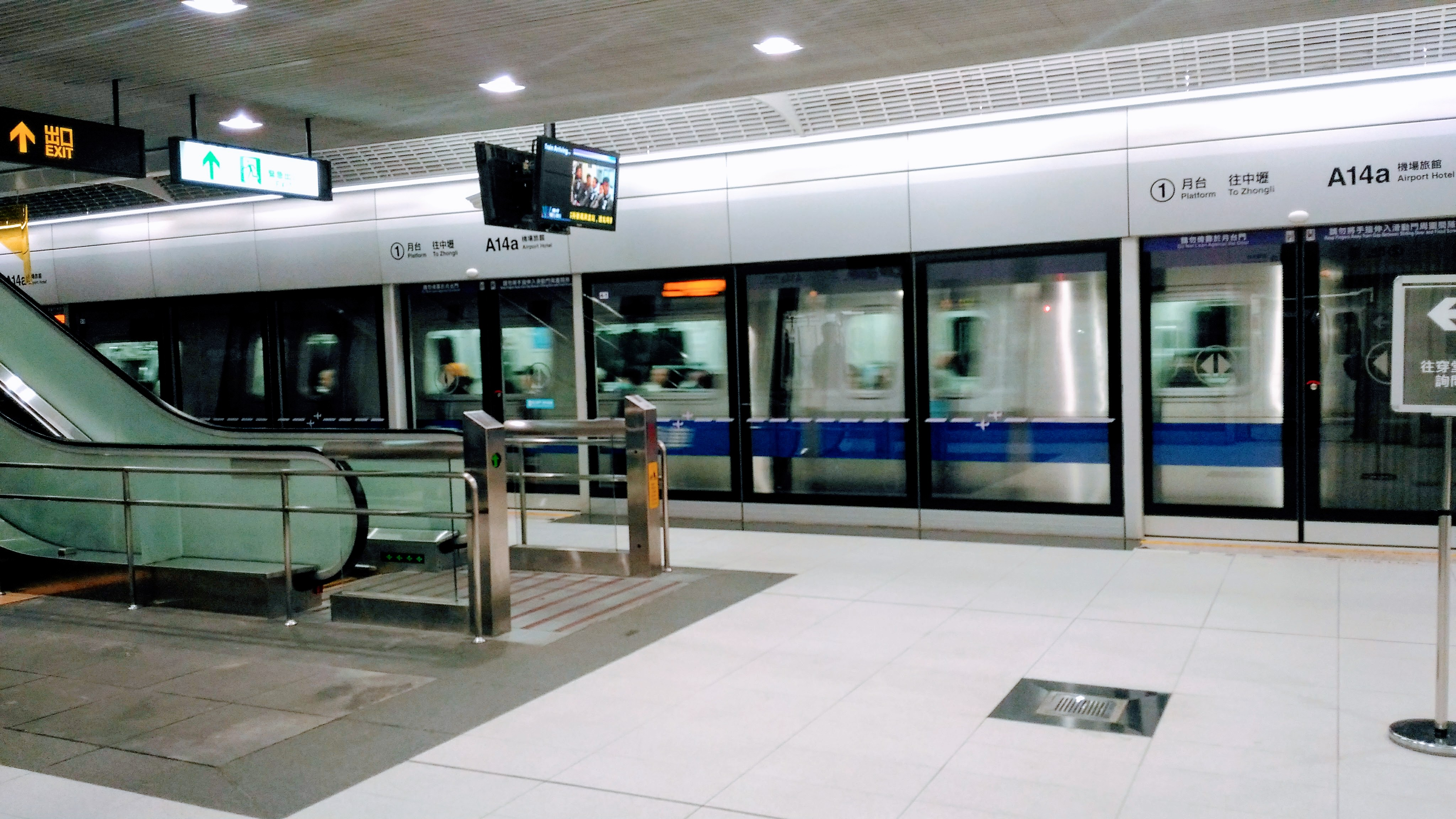
ホーム

- 出口1：航站南路、台北ノボテル桃園国際空港ホテル西側

## 利用状況
| 年   | 1日平均 | 1日平均 | 1日平均 |
| 年   | 乗車    | 出典    |         |
| ---- | ------- | ------- | ------- |
| 2017 | 611     | [ 2 ]   |         |
| 2018 | 772     | [ 2 ]   |         |

## 駅周辺
- 台北ノボテル桃園国際空港ホテル
- 国道2号機場端
- チャイナエアライン本部（CAL Park/華航園区）
- 長栄航太科技（中国語版）（Evergreen Aviation Technologies Corp/EGAT）
- 桃園国際機場公司

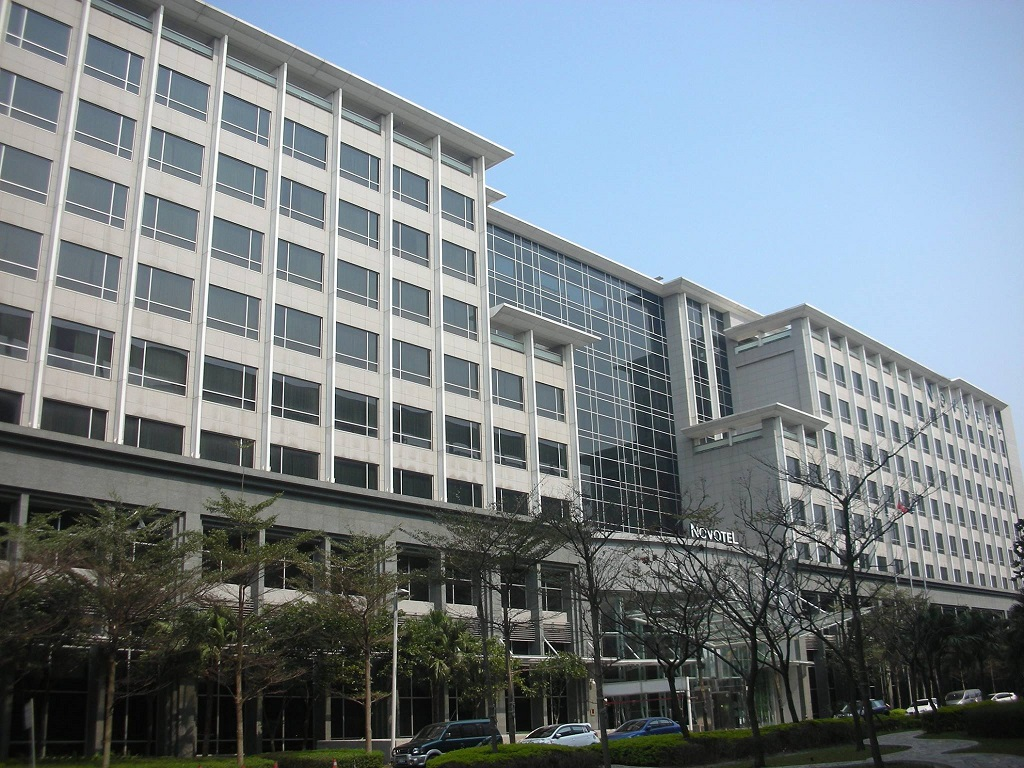
ノボテル
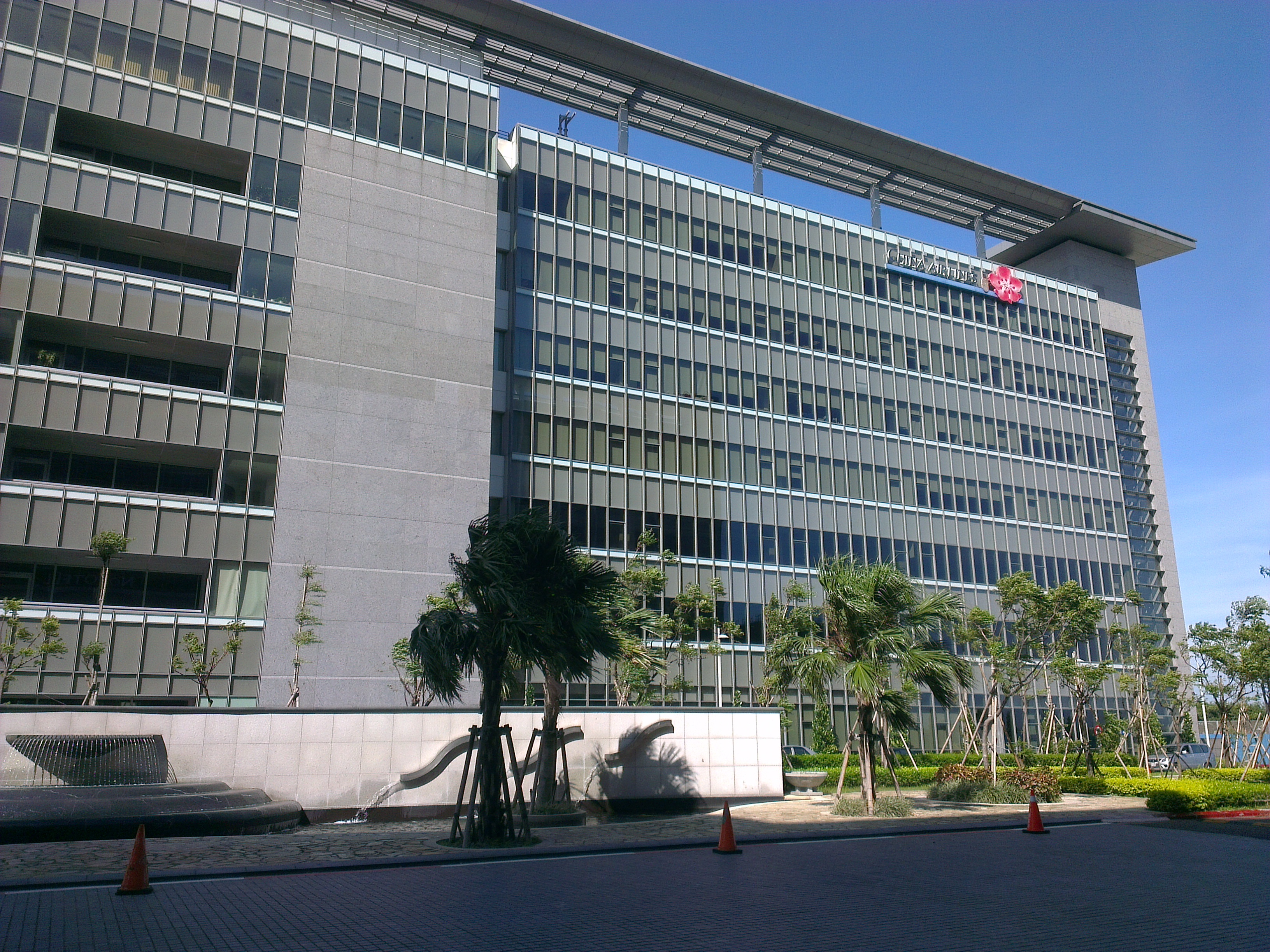
チャイナエアライン本部
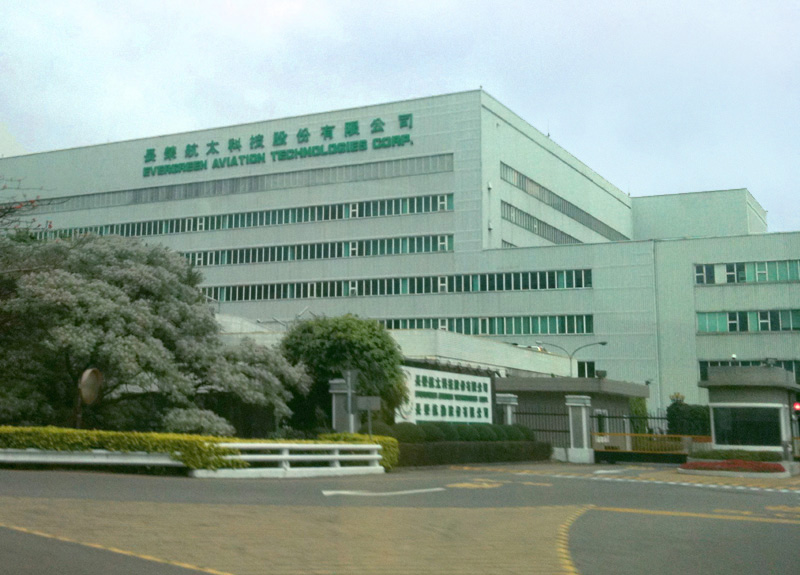
EGATビル

## バス
| 系統 | 事業者   | 区間                                      | 備考           |
| ---- | -------- | ----------------------------------------- | -------------- |
| 705  | 統聯客運 | 高鐵桃園駅 - 桃園国際空港                 | 桃園市市区公車 |
| 706  | 統聯客運 | 台鐵桃園火車站 - 桃園国際空港             | 桃園市市区公車 |
| 1623 | 統聯客運 | 台中 - 桃園国際空港                       | 国道客運路線。 |
| 1627 | 統聯客運 | 中壢サービスエリア - 桃園国際空港         | 国道客運路線。 |
| 1819 | 国光客運 | 台北 - 桃園国際空港                       | 国道客運路線。 |
| 1840 | 国光客運 | 松山空港 - 桃園国際空港                   | 国道客運路線。 |
| 1860 | 国光客運 | 桃園国際空港 - 台中                       | 国道客運路線。 |
| 1960 | 大有巴士 | 台北市府転運站（市政府駅） - 桃園国際空港 | 国道客運路線。 |
| 1962 | 大有巴士 | 板橋 - 桃園国際空港                       | 国道客運路線。 |

## 歴史
- 2017年
  - 2月2日 - 桃園機場捷運（桃園捷運機場線）暫定開業（当駅での入出場は扱わない）[3]。
  - 2月16日 - 当駅での整理券方式による無料体験試乗を開始（日中8-16時のみで、利用者数も1日の上限がある）[3]。
  - 3月2日 - 正式開業（4月1日までの1ヶ月は半額）[3]。

## 隣の駅
桃園捷運
機場線（桃園機場捷運）
■環北行直達車
通過
■普通車
機場第二航廈駅(A13) - 機場第三航廈駅 (A14/計画中) - 機場旅館駅 (A14a) - 大園駅 (A15)